# クイーン・メリー (巡洋戦艦)
|          |                                                                                    |
| 艦歴     |                                                                                    |
| 発注     | 1910年                                                                             |
| 起工     | 1911年3月6日                                                                       |
| 進水     | 1912年3月20日                                                                      |
| 就役     | 1913年9月                                                                          |
| その後   | 1916年5月31日戦没                                                                  |
| 性能諸元 |                                                                                    |
| 排水量   | 26,770トン                                                                         |
| 全長     | 213.4m                                                                             |
| 全幅     | 27.0m                                                                              |
| 吃水     | 8.4m                                                                               |
| 機関     | パーソンズ式直結タービン4軸 ヤーロー式石炭重油混焼缶42基 出力75,000馬力            |
| 最大速   | 27.5ノット                                                                         |
| 航続距離 | 5,610カイリ（10ノット時）                                                          |
| 乗員     | 997-1,275名                                                                        |
| 兵装     | 45口径34.3cm連装砲4基 50口径10.2cm単装砲16基 47mm単装砲4基 55.3cm水中魚雷発射管4門 |

クイーン・メリー（英語: HMS Queen Mary) は、イギリス海軍の巡洋戦艦。ライオン級巡洋戦艦の3番艦。1910年計画で建造された艦で、姉妹艦2隻とは副砲の配置などが異なっており、排水量も若干増加している。1916年5月31日、ユトランド沖海戦でドイツ帝国海軍と交戦して轟沈した。
多数の戦死者を出し、その中には観戦武官の下村忠助少佐も含まれていた。

## 艦歴

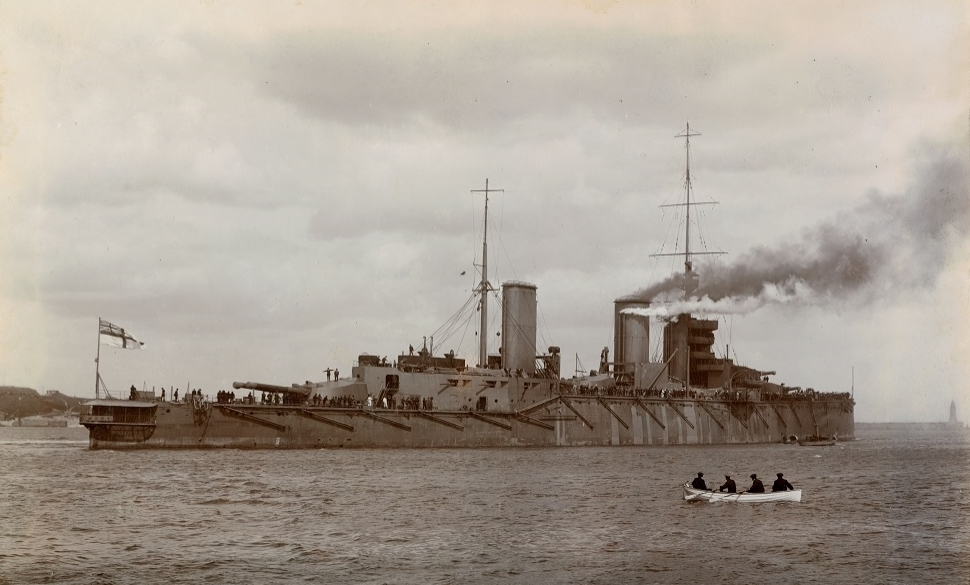
竣工時のクイーン・メリー、船体には防雷網が確認できる。

1913年9月に就役し、第一次世界大戦の勃発と同時にグランド・フリート所属となった。クイーン・メリーは建造時に主砲弾の重量化、後部艦橋の設置、船首楼甲板への装甲付与などを実施したため、排水量が姉妹艦のライオン（HMS Lion）やプリンセス・ロイヤル（HMS Princess Royal）よりも400トンほど増加している。
1914年8月28日、ヘルゴラント・バイト海戦に参加した。1915年1月24日のドッガー・バンク海戦の時は改修中であったため参加していない。なお、同年12月には方位盤照準装置が装着されたほか、前部マストやマストヘッド、拡張部や艦橋周辺が支柱により強化されるなどの工事が行われた。

### ユトランド沖での最期
1916年2月9日、連合国の大日本帝国海軍より下村忠助少佐（海軍兵学校30期）が観戦武官としてクイーン・メリーに乗艦した。5月31日、ユトランド沖海戦に巡洋戦艦部隊指揮官ビーティー提督麾下の第1巡洋戦艦戦隊（ライオン〈ビーティー中将旗艦〉、プリンセス・ロイヤル〈ブロック少将旗艦〉、クイーン・メリー、タイガー）として参加、ドイツ帝国海軍の大洋艦隊 (Hochseeflotte) と交戦する。第1巡洋戦艦戦隊は敵艦隊のヒッパー提督が指揮する第1偵察群（リュッツオウ、デアフリンガー、ザイドリッツ、モルトケ、フォン・デア・タン）と砲火を交えた。第1偵察群のドイツ巡洋戦艦（デアフリンガー級、モルトケ級）は、50口径30.5センチ主砲を装備していた。

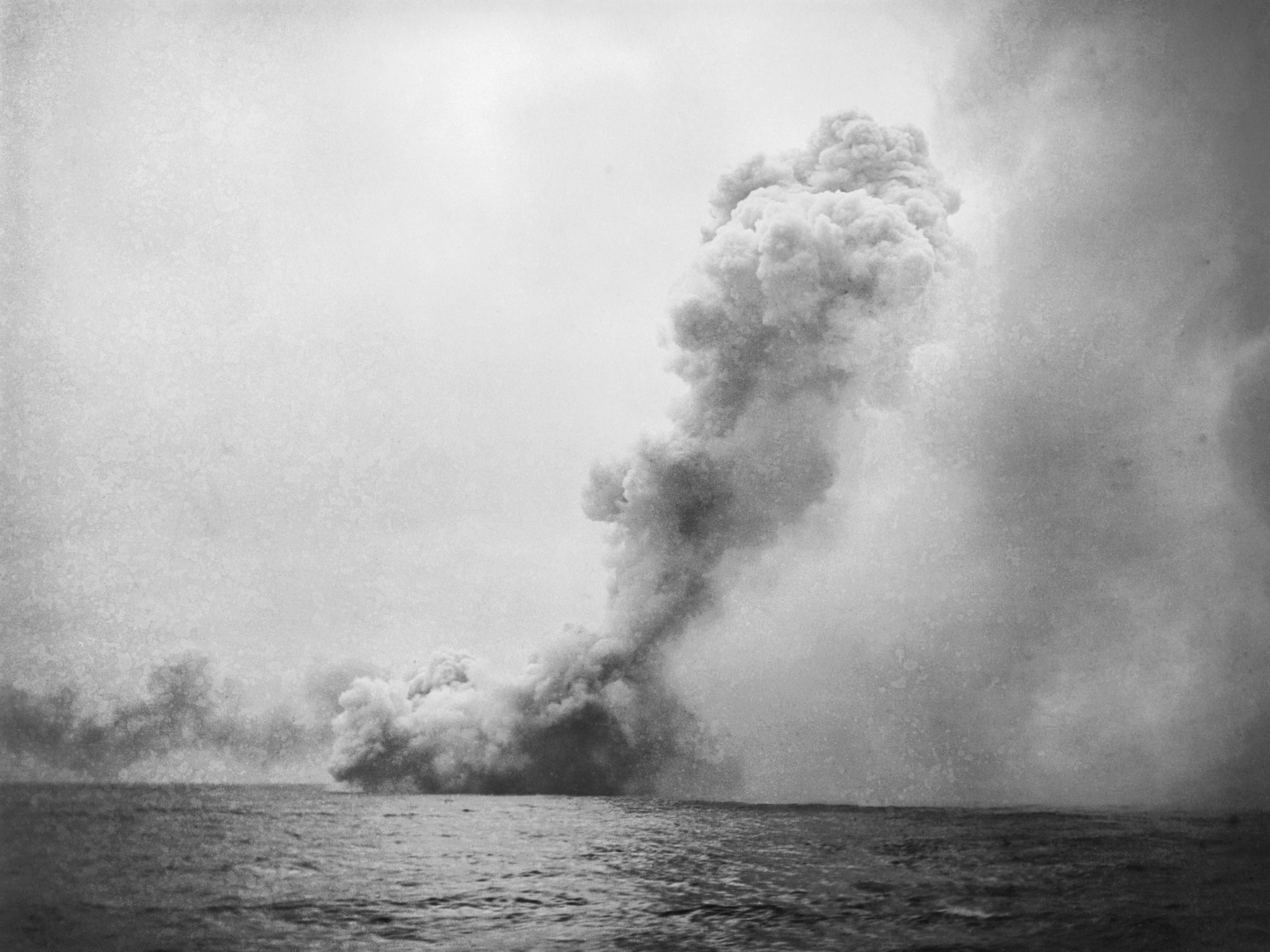
ユトランド沖海戦で爆沈するクイーン・メリー。1266名の将兵が戦死した。

砲戦開始後のクイーン・メリーはドイツ帝国海軍の巡洋戦艦ザイドリッツ (SMS Seydlitz) 、デアフリンガー (SMS Derfflinger) と交戦し、150発以上の砲弾を放ち、ザイドリッツに対して命中弾4発を与えている。しかし午後4時30分頃、本艦はデアフリンガーからの30.5センチ砲弾が2発命中し、これによって火薬庫が誘爆、艦首から前部マストまでが根こそぎ吹き飛んだ。戦闘開始からわずか38分で文字通り爆沈した。乗組員のうち、1,266人が戦死、救助されたのは20人であった。下村少佐も戦死し、中佐に進級している。
戦艦・巡洋戦艦の主砲の射程距離はこの時期大幅に増大し、そのため放物線を描いて飛来する砲弾は、舷側ではなく甲板に命中する確率が高くなっていたが、各国海軍はそのことを認識しておらず、甲板はほとんど無装甲で防御を考慮していなかった。ユトランド沖海戦において、イギリス側はクイーン・メリーの他にもインディファティガブル (HMS Indefatigable) 、インヴィンシブル (HMS Invincible) といった2隻の巡洋戦艦を同様の経緯で喪失する損害を被り、その問題を各国に認識させることになった。
また、イギリスの最新鋭巡洋戦艦であった本艦のあっけない最期は、“速度こそ最大の防御”とする英国型巡洋戦艦の建艦思想の誤りを証明した。これに対し、主砲に同時期建造の戦艦より一クラス小口径の砲を選択する代わりに戦艦に次ぐ装甲厚を付与するなど防御を重視したドイツ巡洋戦艦はイギリス巡洋戦艦に比べれば遥かに堅牢であり、本艦を撃沈したデアフリンガーは21発の砲弾を受け大破しながらも沈没を免れて帰還している。
ユトランド沖海戦におけるイギリス巡洋戦艦3隻（クイーン・メリー、インヴィンシブル、インディファティガブル）の最期は、建造中のフッド（アドミラル級巡戦）や、日本海軍の天城型巡洋戦艦をはじめとする各国の戦艦・巡洋戦艦のその後のあり方に大きく影響を与えた。